# Plešivo
Plešivo – wieś w Słowenii, w gminie Brda. W 2018 roku liczyła 229 mieszkańców.